# Español medio
El español medio, español áurico o español de los siglos de oro es la variante de español usada entre finales del siglo XV y finales del XVII marcada por una serie de cambios fonológicos y gramaticales que transformaron el español medieval en el español moderno.
Entre los principales cambios pueden mencionarse el reajuste de las sibilantes, la pérdida de las sibilantes sonoras, la fijación de la posición de los pronombres clíticos y la equiparación de las formas compuestas de los verbos inergativos e inacusativos.
Los hablantes de español que llegaron a América hablaban variantes de español medio y, por tanto, todas las formas del español actual son descendientes del español medio. El judeoespañol conserva algunos arcaísmos del castellano medieval que desaparecieron del resto de las variantes, como la presencia de sibilantes sonoras o el mantenimiento de los fonemas /ʃ/ y /ʒ/.
|                  | Español moderno                                                                       |
|                  |                                                                                       |
| Lenguas criollas | \| \| Chabacano \| \| \| \| \| \| Palenquero \| \| \| \| \| \| Papiamento \| \| \| \| |
|                  | \| \| Chabacano \| \| \| \| \| \| Palenquero \| \| \| \| \| \| Papiamento \| \| \| \| |
|                  | Chabacano                                                                             |
|                  |                                                                                       |
|                  | Palenquero                                                                            |
|                  |                                                                                       |
|                  | Papiamento                                                                            |
|                  |                                                                                       |

|  | Chabacano  |
|  |            |
|  | Palenquero |
|  |            |
|  | Papiamento |
|  |            |

|                  | Español moderno                                                                       |
|                  |                                                                                       |
| Lenguas criollas | \| \| Chabacano \| \| \| \| \| \| Palenquero \| \| \| \| \| \| Papiamento \| \| \| \| |
|                  | \| \| Chabacano \| \| \| \| \| \| Palenquero \| \| \| \| \| \| Papiamento \| \| \| \| |
|                  | Chabacano                                                                             |
|                  |                                                                                       |
|                  | Palenquero                                                                            |
|                  |                                                                                       |
|                  | Papiamento                                                                            |
|                  |                                                                                       |

|  | Chabacano  |
|  |            |
|  | Palenquero |
|  |            |
|  | Papiamento |
|  |            |

## Descripción lingüística